# Конкокё

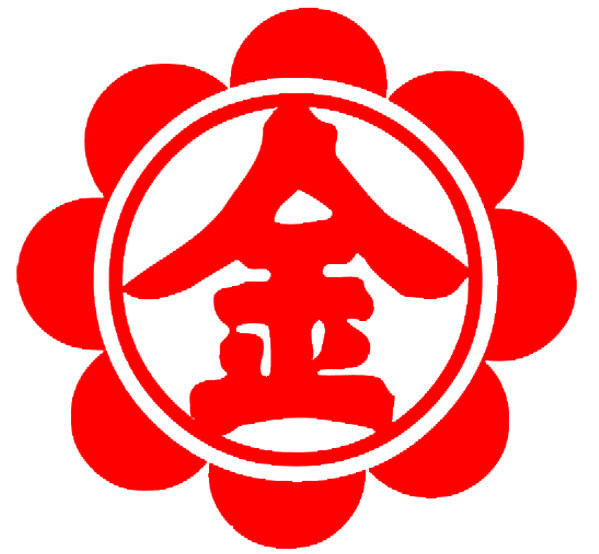
Мон Конкокё

Конкокё (яп. 金光教, «учение золотого света»), или Конко — одна из конфессий Кёха-Синто, истоки которой лежат в верованиях «Симбуцу-сюго» (神仏習合).
Приверженцы Конкокё поклоняются духу и энергии, пронизывающей всё сущее (мусуби, одно из основных верований синто) — Тэнти Канэ Но Ками, или Золотому Ками Неба и Земли (в японском языке «Небо и Земля» означает также Вселенную).
Хотя Конкокё трудно определить какой-либо конкретной теологией, Тэнти Канэ но Ками понимается как вездесущий и по сути является энергией, пронизывающей (и/или проявляющей) вселенную и наделяющей все вещи сознанием. В текстах Конко физическая вселенная именуется «телом Ками».
Отношения между Ками и человечеством носят благожелательный и взаимозависимый характер. Ками часто рассматривается как идеальный божественный родитель, дающий нам любовь, ласку, поддержку, защиту и питающий нас своими благословениями. Конкокё учит, что Ками любит всех людей в мире, независимо от их расы, религии, пола и т. д. Хотя в материалах для лингвистического удобства Ками упоминается как «Он», Тэнти Канэ но Ками не является ни мужчиной, ни женщиной.
Единственный интерес Тэнти Канэ Но Ками - счастье людей. Идеалом Конкокё является облегчение человеческих страданий двумя способами: во-первых, осознание того, что все события и части человеческой жизни являются дарами Ками и частью естественного порядка и поддержания Вселенной, и, во-вторых, осознание идентичности себя и Вселенной как неизменных и являющихся частью Тэнти Канэ Но Ками. Человек должен служить своей роли во Вселенной с внутренним спокойствием и приносить себе радость через здоровые и естественные удовольствия.
Тэнти Канэ-но Ками также называют "Тэнти Но Ками-Сама", "Оягами-сама", "Ками-Сама" и "Ками". В русском языке Ками может также называться "Божественный Родитель Вселенной", "Главный Родитель", "Ками Родитель", "Ками-Сама" или просто "Ками".

## Основатель

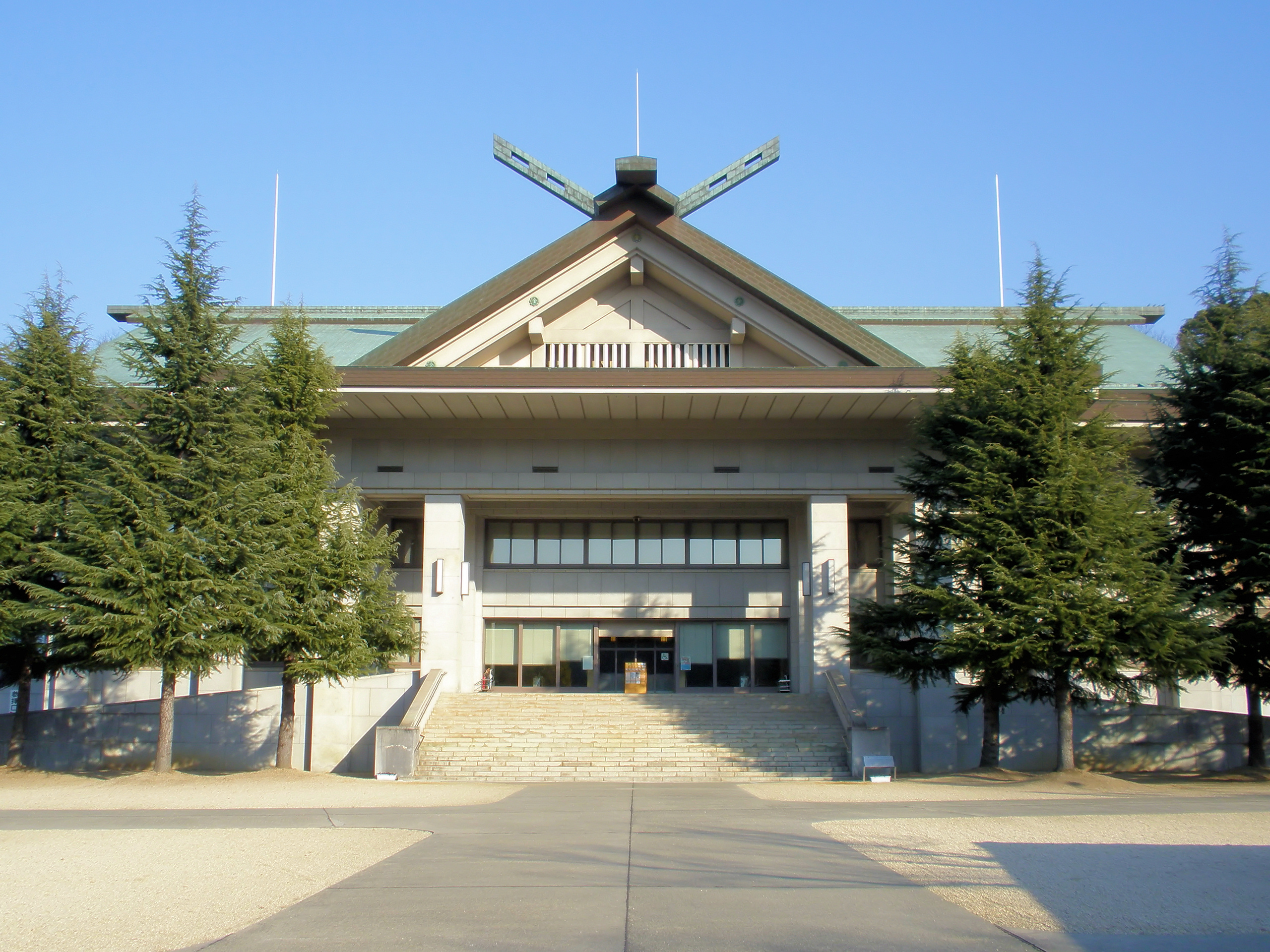
Центральный Зал Поклонения (Штаб Квартира Конкокё)

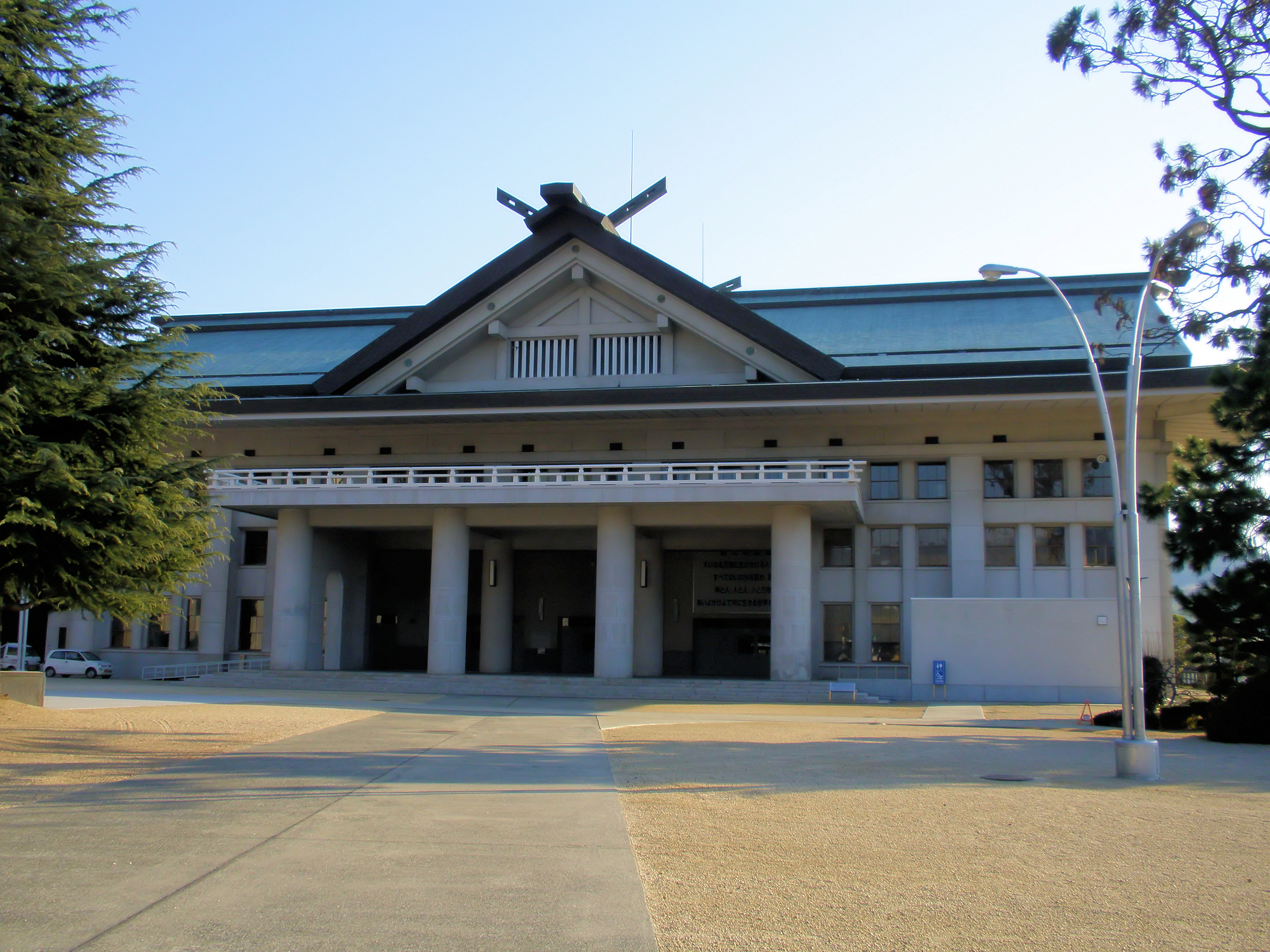
Зал Больших Служб (Штаб Квартира Конкокё)

Бундзиро Каватэ (川手文治郎, Каватэ Бундзиро, 1814-1883) является основателем Конкокё, начиная с 1859 года. Он родился 29 сентября 1814 года в деревне Урами в провинции Биттю (на территории современного города Асакути, префектура Окаяма) в семье фермера. Урами была небольшой тихой деревней, расположенной примерно в двух километрах к северо-западу от современной Штаб-Квартиры Конкокё. Гэнсити часто носил отца на спине и посещал различные святыни и храмы. Получив имя Гэнсити, он был вторым сыном Кандори Дзюхэя (отца) и Кандори Симо (матери). Когда Бундзи было 13 лет, он в течение двух лет получал образование у старосты деревни Оно Мицуэмона.